# Sân vận động Quốc tế Cairo
Sân vận động Quốc tế Cairo (tiếng Ả Rập: ستاد القاهرة الدولى), được biết với tên cũ là Sân vận động Nasser, là một sân vận động đa năng, đạt tiêu chuẩn Olympic, toàn chỗ ngồi với sức chứa 75.000 chỗ ngồi. Kiến trúc sư của sân vận động là Werner March người Đức, người đã thiết kế Sân vận động Olympic ở Berlin. Công việc giám sát kỹ thuật và xây dựng của sân vận động được thực hiện bởi ACE Moharram Bakhoum. Trước khi trở thành một sân vận động toàn chỗ ngồi, sân có khả năng chứa hơn 100.000 khán giả, đạt kỷ lục 120.000 người. Đây là cơ sở tiêu chuẩn Olympic hàng đầu, phù hợp với vai trò của Cairo, Ai Cập là trung tâm của các sự kiện trong khu vực. Đây cũng là sân vận động lớn thứ 69 trên thế giới. Nằm ở quận Nasr City; một vùng ngoại ô ở phía đông bắc Cairo, sân được hoàn thành vào năm 1960, và được khánh thành bởi Tổng thống Gamal Abdel Nasser vào ngày 23 tháng 7 cùng năm, kỷ niệm 8 năm cuộc cách mạng Ai Cập 1952. Câu lạc bộ bóng đá Zamalek SC và Al Ahly sử dụng sân vận động cho các trận đấu trên sân nhà của các đội.

## Tổng quan
Sân vận động nằm cách sân bay quốc tế Cairo khoảng 10 km về phía tây và cách trung tâm thành phố Cairo khoảng 10 km (30 phút đi xe).
Vào năm 2005, để chuẩn bị cho Cúp bóng đá châu Phi 2006, sân đã trải qua một cuộc cải tạo lớn, và đã đạt tiêu chuẩn thế giới thế kỷ 21 cùng với tất cả các cơ sở Olympic nhiều môn thể thao của nó.
Sân vận động Cairo được biết đến với bầu không khí cuồng nhiệt và lượng khán giả rất cao. Điều này càng trở nên rõ ràng hơn trong Cúp bóng đá châu Phi 2006, được tổ chức tại Ai Cập. Khi Ai Cập có trận đấu của đội ở Sân vận động Cairo, sân vận động gần như bị "vỡ sân". Trước khi các ghế ngồi được thêm vào tất cả các phần trong năm 2005, sân vận động nổi tiếng là nơi có thể chứa nhiều người hơn so với sức chứa cố định. Không có ghế ngồi, người hâm mộ đã có thể chen lấn nhau và ngồi trên lối đi. Vì cách bố trí chỗ ngồi trước đó, Sân vận động Quốc tế Cairo đã có thể chứa hơn 120.000 người hâm mộ cho trận chung kết Cúp bóng đá châu Phi 1986 giữa Ai Cập và Cameroon. Dưới sự cổ vũ của các cổ động viên nhà, chủ nhà Ai Cập đã đánh bại Cameroon.
Sân vận động Cairo là một biểu tượng mạnh mẽ của bóng đá Ai Cập. Gần như tất cả các trận đấu quan trọng nhất của Ai Cập được tổ chức ở đó. Sân mang một lịch sử vô cùng phong phú bao gồm nhiều khoảnh khắc bóng đá đáng nhớ, từ bàn thắng nổi tiếng của Hossam Hassan giúp Ai Cập vượt qua vòng loại để tham dự World Cup 1990, nhiều giải đấu Cúp bóng đá châu Phi bao gồm giải đấu gần đây nhất vào năm 2006 và trận derby nổi tiếng giữa Ahly và Zamalek.
Sân cũng từng là sân vận động chính của Đại hội Thể thao châu Phi 1991.

## Cúp bóng đá châu Phi 2019
Sân vận động là một trong những địa điểm tổ chức Cúp bóng đá châu Phi 2019.
Các trận đấu sau đây đã được tổ chức tại sân vận động trong Cúp bóng đá châu Phi 2019:
| Ngày                | Thời gian (CEST) | Đội #1     | Kết quả | Đội #2     | Vòng        | Khán giả |
| ------------------- | ---------------- | ---------- | ------- | ---------- | ----------- | -------- |
| 21 tháng 6 năm 2019 | 22:00            | Ai Cập     | 1–0     | Zimbabwe   | Bảng A      | 73.299   |
| 22 tháng 6 năm 2019 | 16:30            | CHDC Congo | 0–2     | Uganda     | Bảng A      | 1.083    |
| 26 tháng 6 năm 2019 | 19:00            | Uganda     | 1–1     | Zimbabwe   | Bảng A      | 73.589   |
| 26 tháng 6 năm 2019 | 22:00            | Ai Cập     | 2–0     | CHDC Congo | Bảng A      | 74.219   |
| 30 tháng 6 năm 2019 | 21:00            | Uganda     | 0–2     | Ai Cập     | Bảng A      | 74.566   |
| 5 tháng 7 năm 2019  | 21:00            | Uganda     | 0–1     | Sénégal    | Vòng 16 đội | 6.950    |
| 6 tháng 7 năm 2019  | 21:00            | Ai Cập     | 0–1     | Nam Phi    | Vòng 16 đội | 75.000   |
| 10 tháng 7 năm 2019 | 21:00            | Nigeria    | 2–1     | Nam Phi    | Tứ kết      | 48.343   |
| 14 tháng 7 năm 2019 | 21:00            | Algérie    | 2–1     | Nigeria    | Bán kết     | 49.775   |
| 19 tháng 7 năm 2019 | 21:00            | Sénégal    | 0–1     | Algérie    | Chung kết   | 75.000   |

## Hình ảnh

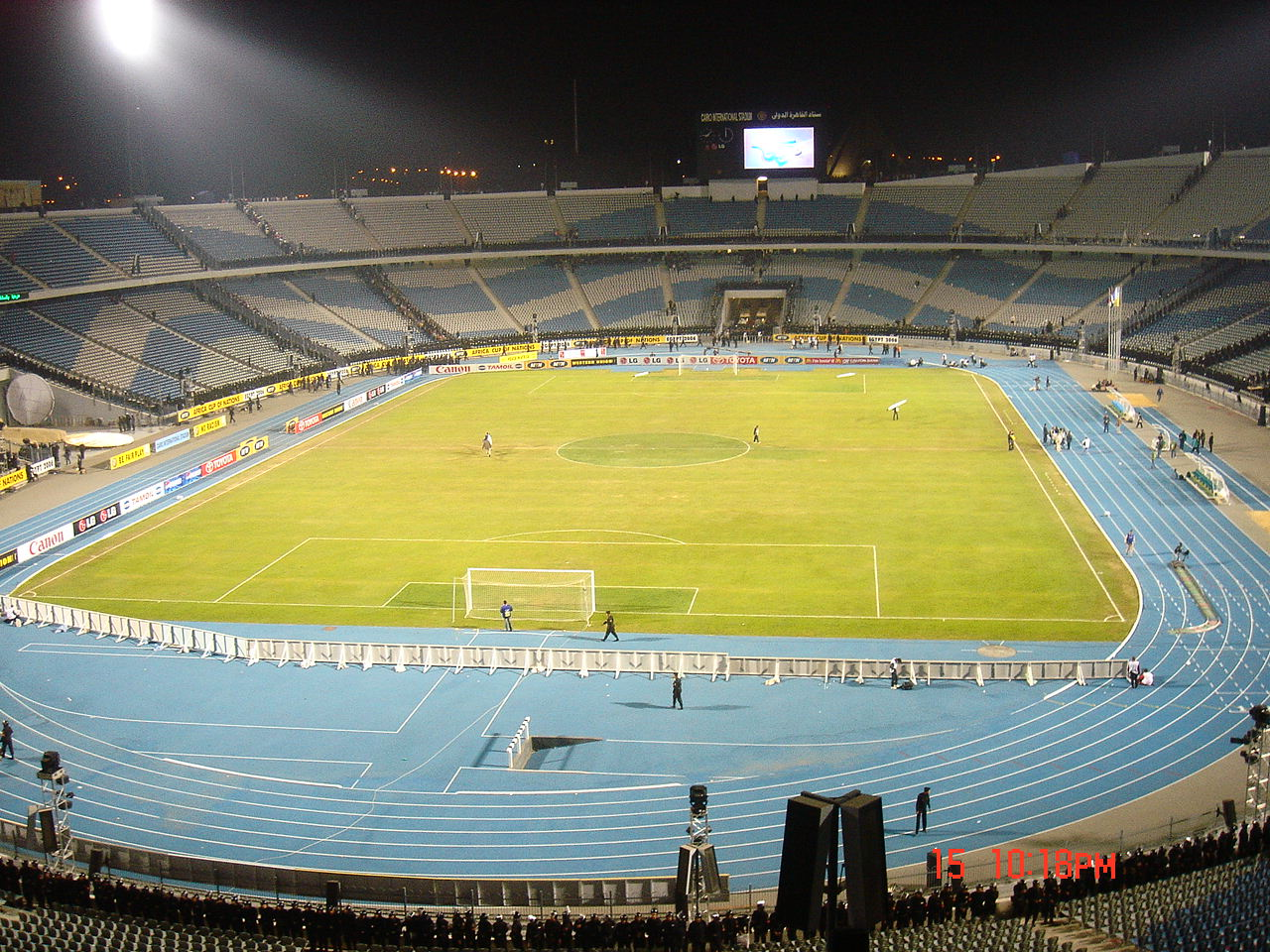
Quang cảnh sân vận động vào năm 2006
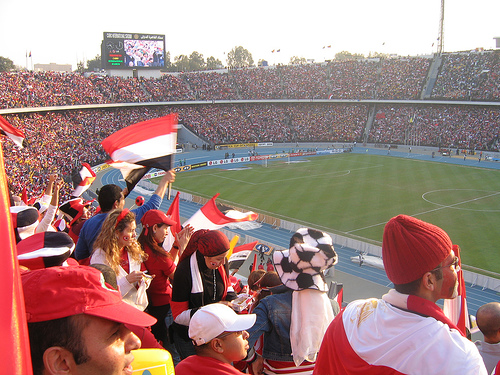
Cổ động viên Ai Cập xem một trận đấu của đội tuyển quốc gia vào năm 2007
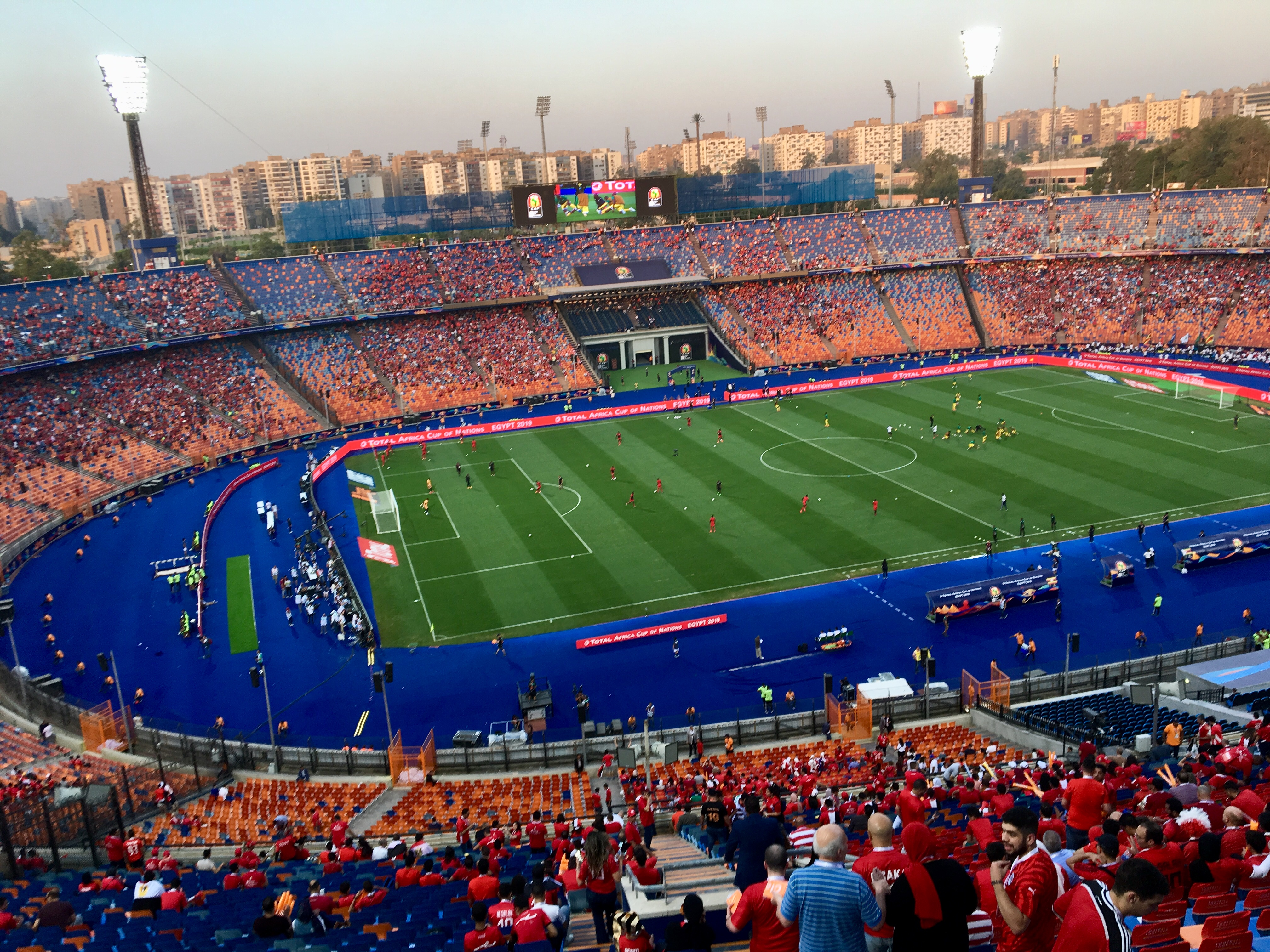
Quang cảnh sân vận động vài phút trước trận đấu giữa Uganda và Zimbabwe trong CAN 2019
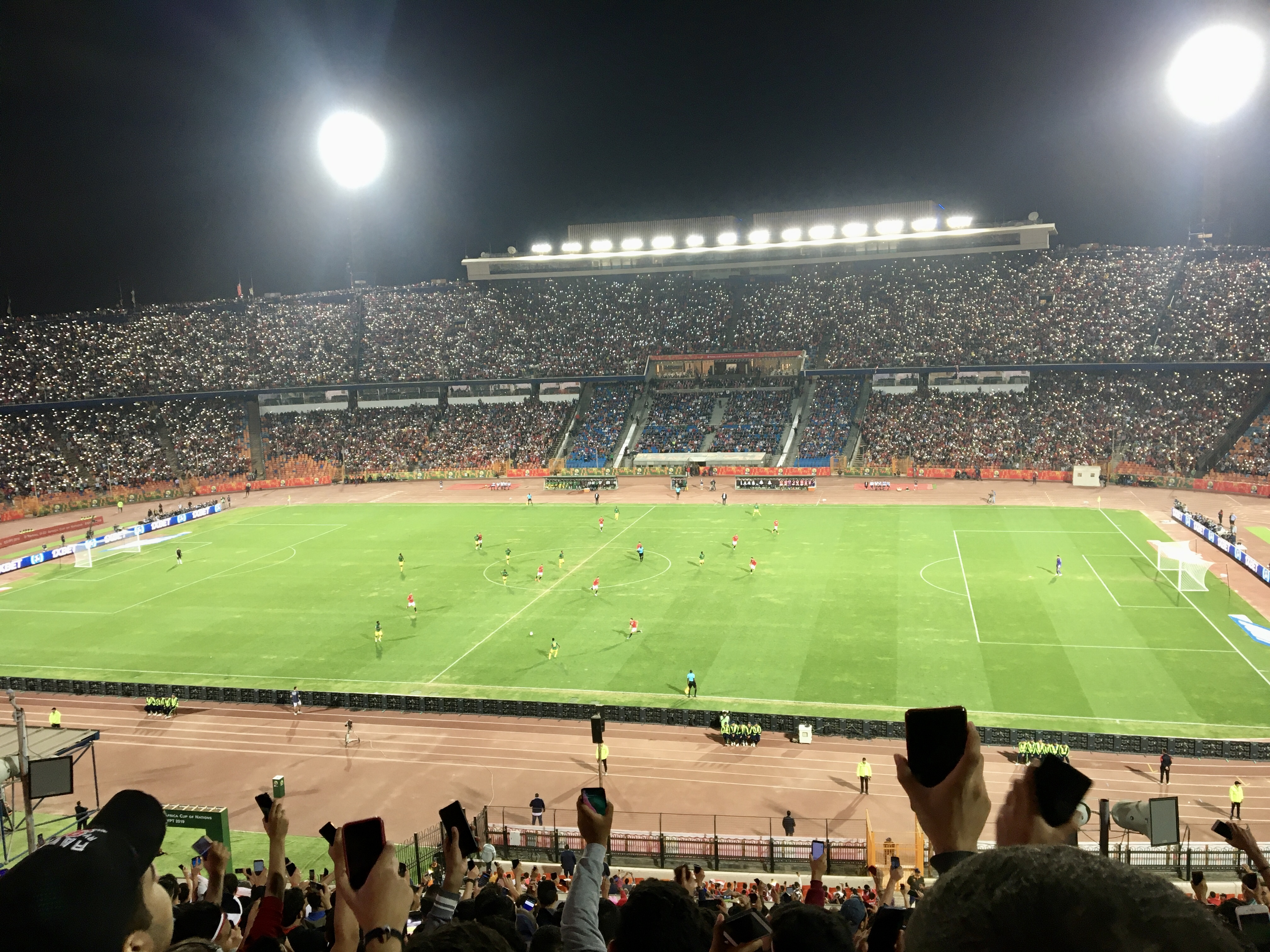
Sân vận động Quốc tế Cairo trong trận đấu giữa U23 Ai Cập và U23 Nam Phi
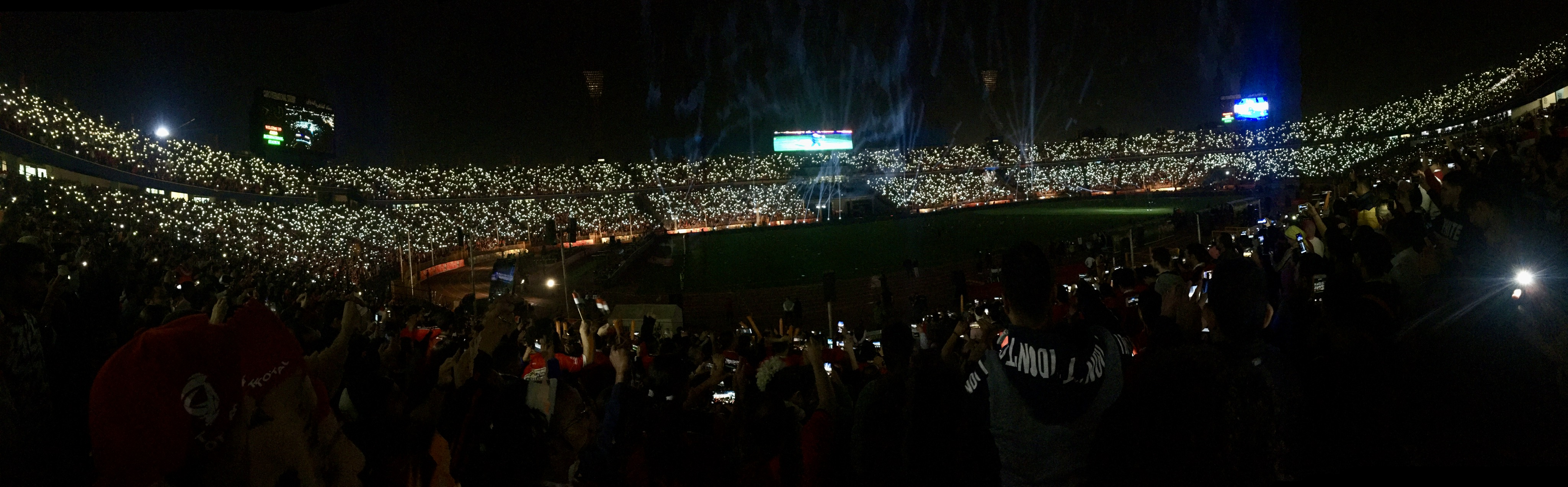
Sân vận động Quốc tế Cairo trong lễ bế mạc CAN U23
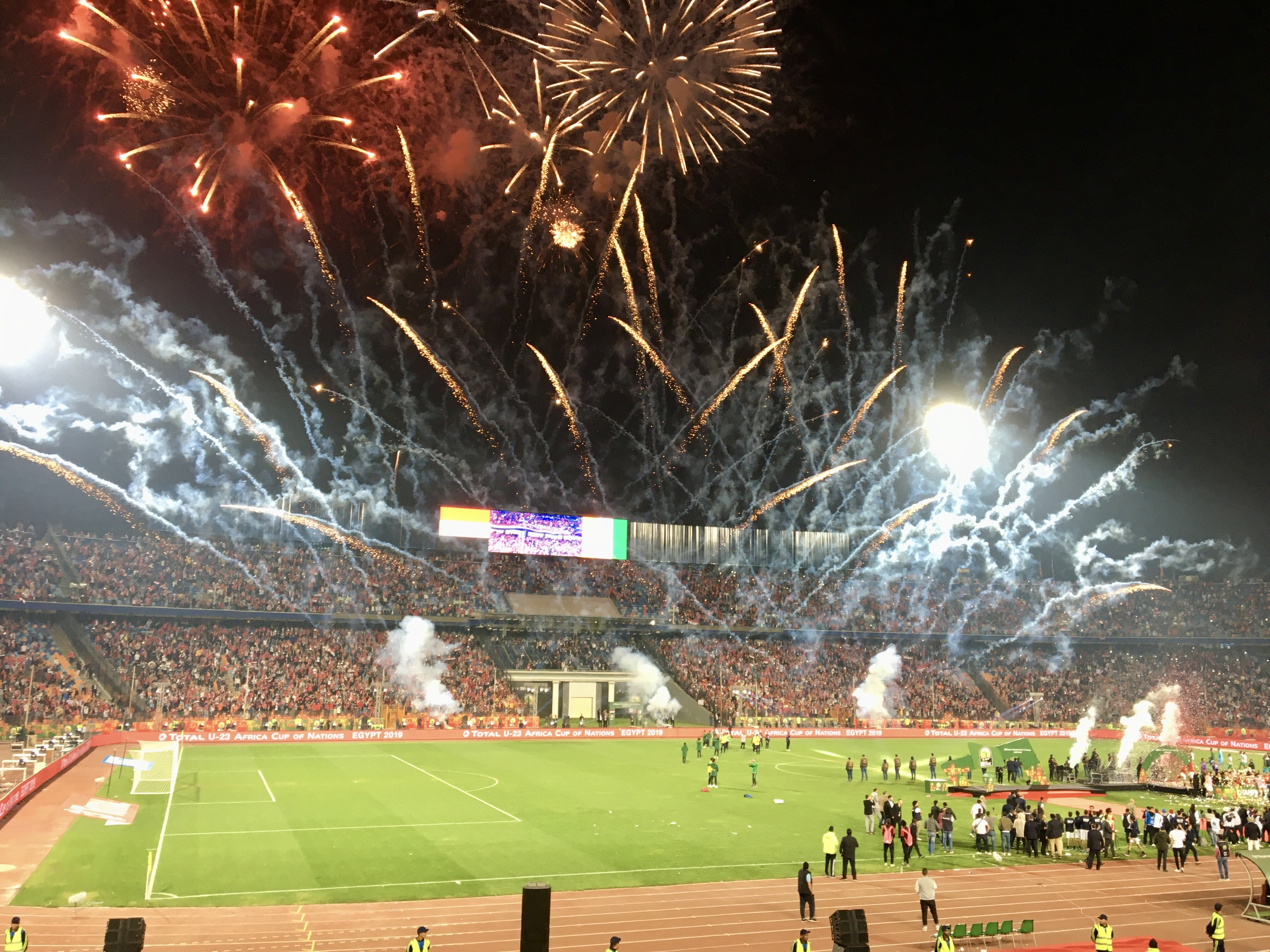
Sân vận động Quốc tế Cairo trong lễ bế mạc CAN U23
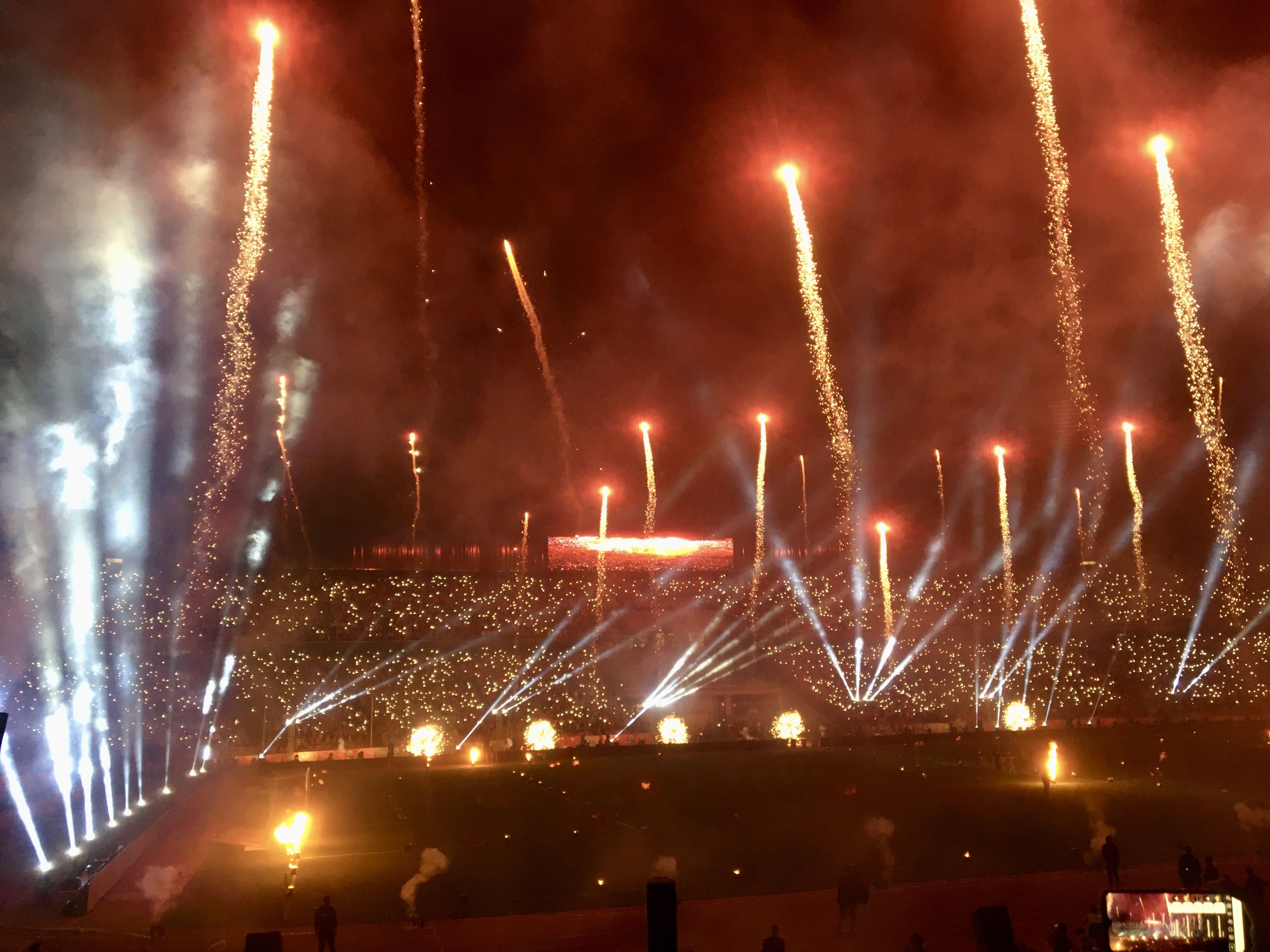
Sân vận động Quốc tế Cairo trong lễ bế mạc CAN U23

## Chi tiết
- Chủ nhà của trận đấu giữa hai gã khổng lồ bóng đá Cairo Al Ahly và Zamalek SC, một số trận đấu có số lượng khán giả trên 100.000 người.
- Chủ nhà của các trận đấu của đội tuyển bóng đá quốc gia Ai Cập.
- Trong Cúp bóng đá châu Phi 1986, có tới 120.000 người để xem đội nhà chiến thắng trước Cameroon trong giải đấu.
- Tổ chức nhiều trận đấu tại Cúp bóng đá châu Phi 2006 và trận chung kết mà Ai Cập giành chiến thắng trước Bờ Biển Ngà 4–2 trong loạt sút luân lưu sau trận hòa 0-0 trong thời gian thi đấu chính thức với 80.000 khán giả.
- Đây là sân vận động được ghé thăm nhiều nhất ở Ai Cập có tất cả các trận đấu quan trọng cho đội tuyển bóng đá quốc gia Ai Cập.
- Sân đã được cải tạo để tổ chức Cúp bóng đá châu Phi 2006 để đáp ứng các tiêu chuẩn của CAF về sân vận động khiến sân trở thành sân vận động toàn chỗ ngồi, sức chứa giảm từ 85.000 chỗ ngồi xuống còn 75.000 chỗ ngồi và làm nổi bật màu xanh ngoằn ngoèo trên ghế, sau đó trên đường chạy Olympic đã được đổi từ màu xanh sang màu cam khi nó được nhìn thấy lần đầu tiên vào ngày 14 tháng 11, khi Ai Cập có trận đấu với Algérie trong vòng loại World Cup 2010 khu vực châu Phi mà Ai Cập đã giành chiến thắng 2–0.
- Đó là một trong những sân vận động cùng với Sân vận động Borg El Arab và 5 sân vận động được lên kế hoạch khác trong nỗ lực của Ai Cập để đăng cai World Cup 2010 mà Ai Cập đã thất bại.